# NHL Winter Classic 2010
NHL Winter Classic 2010, zbog sponzora poznatiji kao Bridgestone NHL Winter Classic 2010, treći je po redu Winter Classic, odnosno utakmica u NHL-u koja se jednom godišnje, na Novu godinu, održava na otvorenom. Na poznatom stadionu Boston Red Soxa, Fenway Parku, pred 40 tisuća gledatelja snage su odmjerili Boston i Philadelphia. Hokejaši Boston Bruinsa pobijedili su u produžetku Philadelphia Flyerse 2:1. Boston je, postao prva momčad koja je proslavila domaću pobjedu u Winter Classicu.

## Tijek utakmice[1][2]
U prvom periodu vidjelo se jako malo akcije i prilika. Tek par isključenja i tučnjavu Dana Carcilla i Shawna Thorntona. Šakački duel završio je naravno bez pravog pobjednika. Drugi period je na samom otvaranju donio pogodak. Danny Syvret je na dodavanje Hartnella i Cartera izabrao dobar trenutak za svoj prvi NHL pogodak karijere i Flyersi su tako poveli.  Zaslugu za gol Flyersa možemo dati i Bostonovu golmanu Timu Thomasu. U akciji koje je prethodila golu, Scott Hartnell je srušio Thomasa u golmanskom prostoru. Tim, ljutit zbog rušenja i nesuđenja kazne, odlučio je uzeti stvar u svoje ruke. Gura Hartnella (u leđa s palicom) ispred svog golmanskog prostora. Usporedno s guranjem Hartnella mladi Syvret upućuje udarac na gol koji Thomas zaokupljen Hartnellom nije ni vidio. Nakon primljenog gola Thomas se vrlo brzo pribrao i zaustavio dvije kontre Flyersa (Asham i Giroux).
Kako je odmicala treća trećina činilo se kako će Flyersi zabilježiti svoju petu pobjedu u nizu. Četiri minute prije kraja utakmice, igrač Philadelphia Flyersa Kimmo Timonen zarađuje kaznu zbog spoticanja. Bruinsi su do izjednačenja stigli dvije i pol minute prije kraja. S igračem više jednu lijepu akciju završio je 41-godišnji Mark Recchi i Boston je izjednačio. Udarac Morrisa na gol, Recchi skreće u nebranjeni dio mreže odličnog Michaela Leightona. Flyersi dvije minute prije kraja kreću u ofenzivu iz koje nespješno izlaze s igračem manje. Danny Briere minutu prije kraja utakmice zarađuje kaznu zbog spoticanja i daje šansu da Bruinsima da s igračem više u produžetku ostvare pobjedu. Opsada Philadelphinog gola na početku produžetka nije urodila plodom. Flyersi se uspijevaju obraniti u igri 4 na 3. Odmah nakon isteka kazne kreću u opsadu Thomasovog gola, koji svojim sjajnim obranama zaustavlja Flyerse. Nakon što su Flyersi propustili nekoliko odličnih prilika, Patrice Bergeron je prekrasno pronašao Marca Sturma pred vratima Flyersa, koji donosi veliko slavlje Bruinsima i delirij na tribinama. 

## Momčadski sastavi
| Philadelphia Flyers | | | | | |
| Vratari             | Michael Leighton, Brian Boucher | Michael Leighton, Brian Boucher | Michael Leighton, Brian Boucher | Michael Leighton, Brian Boucher | Michael Leighton, Brian Boucher |
| Braniči             | Oskars Bartulis, Braydon Coburn, Chris Pronger, Matt Carle, Danny Syvret, Kimmo Timonen                                                                              | Oskars Bartulis, Braydon Coburn, Chris Pronger, Matt Carle, Danny Syvret, Kimmo Timonen                                                                              | Oskars Bartulis, Braydon Coburn, Chris Pronger, Matt Carle, Danny Syvret, Kimmo Timonen                                                                              | Oskars Bartulis, Braydon Coburn, Chris Pronger, Matt Carle, Danny Syvret, Kimmo Timonen                                                                              | Oskars Bartulis, Braydon Coburn, Chris Pronger, Matt Carle, Danny Syvret, Kimmo Timonen                                                                              |
| Napadači            | Blair Betts, Simon Gagne, Daniel Carcillo, Ian Laperriere, Jeff Carter, Mike Richards, Scott Hartnell, James van Riemsdyk, Claude Giroux, Arron Asham, Daniel Brière | Blair Betts, Simon Gagne, Daniel Carcillo, Ian Laperriere, Jeff Carter, Mike Richards, Scott Hartnell, James van Riemsdyk, Claude Giroux, Arron Asham, Daniel Brière | Blair Betts, Simon Gagne, Daniel Carcillo, Ian Laperriere, Jeff Carter, Mike Richards, Scott Hartnell, James van Riemsdyk, Claude Giroux, Arron Asham, Daniel Brière | Blair Betts, Simon Gagne, Daniel Carcillo, Ian Laperriere, Jeff Carter, Mike Richards, Scott Hartnell, James van Riemsdyk, Claude Giroux, Arron Asham, Daniel Brière | Blair Betts, Simon Gagne, Daniel Carcillo, Ian Laperriere, Jeff Carter, Mike Richards, Scott Hartnell, James van Riemsdyk, Claude Giroux, Arron Asham, Daniel Brière |

| Boston Bruins | | | | | |
| Vratari       | Tim Thomas, Tuukka Rask | Tim Thomas, Tuukka Rask | Tim Thomas, Tuukka Rask | Tim Thomas, Tuukka Rask | Tim Thomas, Tuukka Rask |
| Braniči       | Dennis Wideman, Andrew Ference, Zdeno Chára, Matt Hunwick, Derek Morris, Johnny Boychuk                                                                                       | Dennis Wideman, Andrew Ference, Zdeno Chára, Matt Hunwick, Derek Morris, Johnny Boychuk                                                                                       | Dennis Wideman, Andrew Ference, Zdeno Chára, Matt Hunwick, Derek Morris, Johnny Boychuk                                                                                       | Dennis Wideman, Andrew Ference, Zdeno Chára, Matt Hunwick, Derek Morris, Johnny Boychuk                                                                                       | Dennis Wideman, Andrew Ference, Zdeno Chára, Matt Hunwick, Derek Morris, Johnny Boychuk                                                                                       |
| Napadači      | Marco Sturm, Daniel Paille, Shawn Thornton, Blake Wheeler, Steve Begin, Mark Recchi, Patrice Bergeron, David Krejčí, Vladimír Sobotka, Byron Bitz, Michael Ryder, Marc Savard | Marco Sturm, Daniel Paille, Shawn Thornton, Blake Wheeler, Steve Begin, Mark Recchi, Patrice Bergeron, David Krejčí, Vladimír Sobotka, Byron Bitz, Michael Ryder, Marc Savard | Marco Sturm, Daniel Paille, Shawn Thornton, Blake Wheeler, Steve Begin, Mark Recchi, Patrice Bergeron, David Krejčí, Vladimír Sobotka, Byron Bitz, Michael Ryder, Marc Savard | Marco Sturm, Daniel Paille, Shawn Thornton, Blake Wheeler, Steve Begin, Mark Recchi, Patrice Bergeron, David Krejčí, Vladimír Sobotka, Byron Bitz, Michael Ryder, Marc Savard | Marco Sturm, Daniel Paille, Shawn Thornton, Blake Wheeler, Steve Begin, Mark Recchi, Patrice Bergeron, David Krejčí, Vladimír Sobotka, Byron Bitz, Michael Ryder, Marc Savard |

## Vanjske poveznice
- NHL Winter Classic 2010 na NHL.com